# (15604) Fruits
(15604) Fruits (2000 GT108) – planetoida z pasa głównego asteroid okrążająca Słońce w ciągu 3,42 lat w średniej odległości 2,27 j.a. Odkryta 7 kwietnia 2000 roku.